# Triple Trouble (film fra 1918)
Triple Trouble er en amerikansk stumfilm fra 1918 af Charlie Chaplin og Leo White.